# Hyperstrotia meeki
Hyperstrotia meeki là một loài bướm đêm trong họ Noctuidae.